# ゴーマニズム宣言
『ゴーマニズム宣言』（ゴーマニズムせんげん）は、小林よしのりの主張を伴った日本の漫画作品。通称『ゴー宣』。

## 概要
これまではギャグおよびコミカル的漫画のスタイル採っていた小林にとって、そのスタイルを180度転換し、エッセイ的・風刺的・時事漫画的な内容として書き上げたことが話題となった。
元々、宝島で連載していた読書の怒りを代りに小林が怒るという体で連載された『おこっちゃまくん』がベースとなり、始まった。
「ゴーマニズム」とは傲慢からの作者の造語である。
各回の文末には排便されたばかりの人糞が乗った原稿用紙を前に小林が「ごーまんかましてよかですか？」というキメ台詞と共に、総まとめをするスタイルになっている（初期など一部の回において上記のキメ台詞が無い回もある）。
「ゴーマニズム宣言」は時期が進むにつれ「新・ゴーマニズム宣言」、「ゴー宣・暫」と名前が変遷している。2007年9月から、再び当初の「ゴーマニズム宣言」に戻っている。『SPA!』・『SAPIO』から続き、現在再度『SPA!』に掲載されている通常連載と、『わしズム』内の『ゴーマニズム宣言EXTRA』特別連載、『WiLL』誌での『本家ゴーマニズム宣言』連載、『戦争論』などの論シリーズなど数種類の連載・書き下ろしで発表されている。関連する連載として、『FLASH』における「よしりん辻説法」がある。
連載当初はエッセイ風の漫画として始まった作品で、バラエティな内容に富んだ作品だった。
連載が進むにつれ読者や、知識人との論争など思想本としての色合いが強くなっていき、様々な社会問題や政治問題に対し主張を起こし、注目を浴びた。
所謂、風刺漫画および時事漫画の面もある。

## 『ゴー宣』誕生
連載以前、『月刊宝島』に『おこっちゃまくん』を約2年半連載していた。しかし、読者から反感を買うような内容が多く、編集側もページ末に作品を茶化すようなハシラ書きをしており、良好とは言えない状態が続いていた。これを見た扶桑社の『SPA!』より「ウチでもあんなのをやって欲しい」と執筆依頼を受け、1992年1月22日号より『ゴーマニズム宣言』を開始。当初のエッセイ的漫画から、社会に切り込む思想漫画と変遷し反響を呼んだ。その後、漫画活動の軸足をこれへと移していくこととなる。

### 皇太子徳仁親王成婚に関する回の掲載拒否
皇太子徳仁親王の結婚とそれを報道するマスコミをギャグにした作品（タイトル：「カバ焼きの日」）は当初『SPA!』誌での掲載を拒否された。このため小林は原稿を『ガロ』（青林堂）に持ち込み、特別篇として1993年9月号に掲載される事となった。その後扶桑社から発行された単行本に収録されている。

### 部落解放同盟との対談
出版業界に対し差別表現を巡って安易で軟弱な姿勢から起こる自主規制に対して批判を加えており、後に部落解放同盟の関係者との対談等につながった。そこから『ゴーマニズム宣言・差別論スペシャル』の題名での書き下ろし本への出版となった。なおこの本の出版にあたっては書き下ろし漫画の表現を巡って小林側と部落解放同盟側と対立する一幕も見られた。

### オウム真理教・関係知識人との対立
1989年に起きた坂本堤弁護士一家殺害事件では、漫画上で当初は名指しこそしなかったものの、オウム真理教を激しく追及。これに対しオウム真理教側は自らの存在を厳しく批判する小林の存在を恐れ、様々な口実を作って自らの施設へ単独で誘い込もうと図るが小林側の警戒心は強く実現しなかった。遂には山形明らがVXガスによる暗殺を試みる実力行使に出るが失敗に終わる。これは後にオウム真理教への司法の追及が進むうちに発覚した。この事件は当時の新聞等で大きく掲載され話題を呼んだ。しかし小林は、それすら「世界初暗殺されかかった漫画家」とネタにしつつ被害を訴えていた。
1995年、『SPA!』誌上でのオウム真理教擁護の動きに対し、靍師一彦編集長や宅八郎、松沢呉一らと対立。オウムへの疑念と警戒を強める小林に対し『SPA!』本誌は宅八郎と上祐史浩とのインタビューを載せるなど雑誌内での両側の意見の乖離が現れていたのが連載を終了することになった原因である。当時の連載内容によると、小林は靍師と電話で話し「もし靍師さんの家族がオウムに殺されても、オウムのインタビューを載せるんですか」と聞いたところ、靍師は「載せる。それがジャーナリズムだ」と答えたという。この一件を契機として、小林は靍師と決裂した。

### 『SPA!』での連載終了、移籍へ
小林はマルコポーロ事件の後、この事件を「百四十章 マルコ廃刊からジャーナリズムを考える（扶桑社1995/08/01 ゴーマニズム宣言 第8巻）」で取り上げ、同誌廃刊の切っ掛けとなった記事「戦後世界史最大のタブー『ナチ・ガス室』はなかった』（『マルコポーロ』1995年2月号）の原稿が、小林にも送られていたとして「絶対にお時間を無駄にさせません。最初の3ページだけでもお読み下さい」と、著者が書き添えている資料の写真を掲載し、西岡昌紀を「西岡はたまたま/「反ユダヤオタク」に/はまっちゃった人なのだ」 など、激しく批判した。
これに対して西岡は、小林が掲載した資料は、「僕の『マルコ』事件についての記述があります。あれはぜんぜん事実と違うんですね。つまり、『マルコ』の原稿を僕が小林に送ったって話になってますでしょう。（中略）全然別のものなんですよ。僕が別のパンフレットを分前に彼に送ったことがあるんですけど、それが『マルコ』の原稿であったかのように書かれているんですね。」 と、小林が掲載したのは、「94年に、パンフレットを作って、随分いろんな人に送ったんですよ。送った一人に、小林よしのりもいたわけですね。それは『マルコ』の原稿とは全然違うものです。」 と語り「ナチ『ガス室』はなかった」の原稿ではなく、執筆依頼もしていないと主張。別の文書をマルコポーロの原稿としたのは「捏造」と批判、西岡は抗議文を『教科書が教えない小林よしのり』に発表したが、この件については、小林は返答をしていない。
その後、宅が、西岡を「週刊宅八郎」に招いたことが、小林を激昂させ『SPA!』決別の大きな原因になったと靍師、宅は証言。小林と『SPA!』編集部の対立、決別までを検証する座談会を収録した、『教科書が教えない小林よしのり』で、両者は以下のように語っている。
小林は、同誌での連載を1995年8月2日号で終了した。宅はこの頃から小林の圧力があったと主張するが、これに対して小林側は、『SPA!』での連載継続の意思を失ったと表明して間もなく、扶桑社の幹部から「どうすれば慰留して頂けますか?」と暗に宅や靍師らの更迭を示唆する申し出があったのを敢えて断ったとして否定している。『SPA!』での最終回では本誌への厳しい批判と他社での次回連載を告知するという異例の事態となった。
なお、『教科書が教えない小林よしのり』（ロフト1997）には、当時の小林が関係者に送付したファックスや、逆に小林に送付された内容証明郵便などが掲載されている。
その後、宅は扶桑社の意向などで小林批判を自粛。切通理作を批判するなかで誹謗中傷や自宅への嫌がらせ行為、プライバシー侵害行為を紙面上で展開し、切通の抗議を受けて連載が打ち切られた。宅の行為を容認し、連載中止に反対していた靍師も編集長を解任された。
この一件で宅や靍師に憤慨した小林は『SPA!』連載分の単行本版権を扶桑社から引き上げ、双葉社に移した。

## 『新・ゴーマニズム宣言』 連載開始
連載終了の動きを察知した小学館は早速、小林にオファーをかけた。これを受託した小林は、同社出版の『SAPIO』で1995年9月27日号より『新・ゴーマニズム宣言』を開始する。なお、連載開始前に同社の週刊誌『週刊ポスト』でオウム事件の顛末を描いた予告編的な書き下ろしを2週に分けて掲載している。連載は後述の『大東亜論』を含む2019年1・2月号まで続き、その間に、「ゴー宣・暫」と改名、さらに前述のように再度「ゴーマニズム宣言」に戻っている。同時並行で、『わしズム』に『ゴーマニズム宣言EXTRA』、また『WILL』にも『本家ゴーマニズム宣言』として掲載され、それぞれ『ゴーマニズム宣言EXTRA 1』・『ゴーマニズム宣言EXTRA 挑戦的平和論 上・下』・『ゴーマニズム宣言EXTRA パトリなきナショナリズム』、『本家ゴーマニズム宣言」全2巻としてまとめられている。

### 薬害エイズ問題を巡って
旧『ゴー宣』時代に薬害エイズ事件を取り上げた事がきっかけで、「HIV訴訟を支える会」代表に就任し精力的に活動する。小林は積極的に朝まで生テレビなどのTV番組へ出演し、問題の重要性を訴えた。自らのネームバリューを生かそうと考え、広告塔であることを積極的、能動的に捉えていた。本編においても支援集会の告知をし、ほぼ同時期にオウムとのトラブルを抱えながらも画面露出は抑えることなくつづけていた。HIV薬害感染者としてカミングアウトした川田龍平を全面的に肯定。厚生省、製薬会社、国に対して対抗する案を本編で提案していた。
原告団勝訴後、運動に協力した学生ボランティアが、協力団体（共産党系）の影響でHIV薬害問題に限定したボランティアではなく、永続的な薬害運動、そして「戦争責任追及」など無関係な問題にスライドさせられている事例を知り 学生が日常生活に戻らなくなる事を危惧し、作品内において「ボランティアの役目は終わった。後はプロフェッショナルの官僚の仕事であり、学生は日常へ復帰して、現場に出てプロの仕事をして、次の薬害を防げ!」と主張した。また、この事件において政治的側面で最も活躍した政党は新党さきがけであると評価し、左翼運動家を「彼らのせいで保守派の人間は運動から遠ざかる」「弱者にたかるハイエナ」と批判した。しかし支える会からは「ボランティアの役目は永遠に終わらない、二度と悲劇が起こらないよう行政をボランティアの目から監視すべきだ」と批判された。
支える会との対立は、『新・ゴーマニズム宣言』14章 が掲載されたことから起こったため、「14章問題」と言われる。読者を切り捨ててでも自らの主張を貫く、小林よしのりの姿勢を印象付けた事件であった。ボランティアの中心となった学生は、14章が発表された時点から団体の人間からの批判に晒され、小林に対しては沈黙と批判で答えることとなる。その後、小林は学生と対話するが要領を得ず、「私達は、良いことだけ言ってくれるよしのりさんが欲しかったんです」（『カナモリ日記』）などと言われ、決裂が決定的となる。なお、小林がHIV訴訟の代表川田龍平に対して、原告団や学生達が民青などの左翼活動家に利用されていることを問うと川田は「知ってますよ」と答えた。小林にはそれが自分に対する悪意を見せたかのように感じられ、愕然としたという。
小林は学生に範を示す意を持って会長を辞任したが実質的な解任であった。『ゴー宣』と『脱正義論』で自省と「運動の正義」への批判を行い、薬害エイズ運動を沈静化させる道を選んだ。「学生は運動をやめて日常に復帰せよ!」と、運動家に乗っ取られた薬害エイズ運動を批判した小林を、ボランティアの学生達、弁護士らは激しく抗議した。団体の広報誌では、小林よしのり批判の方が薬害エイズ批判よりも多くなってしまう状態となった反面、『ゴー宣』読者からは驚きと好意的な反応が帰ってきていた。小林はこの後、読者には「良き観客でいろ」と言い、その後の様々な活動でも読者に一定の距離を保つことを求め続け、現在に至っている。

### 従軍慰安婦問題から「新しい歴史教科書をつくる会」へ
1996年6月27日、文部省は翌年度用中学校社会科教科書の検定結果を公表。従軍慰安婦について記述した7冊すべてが合格した。同年8月、小林は『SAPIO』連載の「新・ゴーマニズム宣言」で、元従軍慰安婦の証言やメディアの報道内容に疑問を提起した。
これをきっかけに左派や人権派の激しい批判を受ける。自虐史観に対して憂えていた人達からは熱狂的支持を受け、小林の反権力的意見に共感していた一部の読者は、これを機に離れていった。
同年12月2日、藤岡信勝、西尾幹二らは「新しい歴史教科書をつくる会」（略称：つくる会）の結成記者会見を開催。西尾は「この度、検定を通過した7社の中学教科書は、証拠不十分のまま従軍慰安婦の強制連行説をいっせいに採用した。安易な自己悪逆史観のたどりついた一つの帰結だ」との声明を発表した。声明文には藤岡、西尾、小林、坂本多加雄、高橋史朗、深田祐介、山本夏彦、阿川佐和子、林真理子の計9人が呼びかけ人として名を連ねた。
当初のつくる会は、藤岡の司馬史観 で進んでいて、大東亜戦争肯定論を語る知識人を呼ばない戦略を立てていた。しかし小林は「戦争論」執筆の際には司馬史観を飛び越え「大東亜戦争肯定論」を描いた。
1998年7月、『新・ゴーマニズム宣言SPECIAL 戦争論』の第1巻が刊行。同書がヒットしたことで、つくる会がそれに追従する形となる。自らも西尾に強く依頼された事から教科書の内容を執筆し、漫画でも克明に作業ややりとりについて記した。発刊後しばらくして会の運営や理論姿勢等について内部で行き違いが発生し、小林は一部の支持者の親米主義に批判的態度を強めて行き遂には脱会する事となる。小林脱会後のつくる会では大東亜戦争に批判的な意見も少なからず挙がっており、小林はそのことをとらえて、脱会後のつくる会を「ポチ保守」として批判している。

## 『論』シリーズ・近代史論
『戦争論』を皮切りに、近代史から現代に至るまでの様々な問題・疑問・イデオロギーなどについて主張を展開した。

### 『新・ゴーマニズム宣言SPECIAL 戦争論』シリーズ
『戦争論』内において、元日本兵の弁護の為小林は大東亜戦争（太平洋戦争）における日本の軍事行動を自存自衛として肯定、大東亜共栄圏を肯定、南京大虐殺をほぼ「なかった」論を展開して論争を巻き起こした。続く『戦争論2』では同時多発テロを非難するならばアメリカの空爆も非難されるべきだと問題提起。それまで小林の言動を支持していた親米保守派の中から、一転批判に転じる者もあった。小林も親米保守派をポチ保守と批判し、これ以降「真正保守」を自認する立場から反米の立場を取る。イラク戦争後に発売された『戦争論3』ではさらに反米色を強め、アングロサクソンの歴史的残虐性を指摘。日本とアメリカの対決は運命であったと主張。『戦争論』シリーズはこの3をもって完結。イラク戦争に関しては、アメリカ追従の言論人を批判し、独立自尊の精神を持てと主張した。それにより親米派が大半である保守系右派の言論人と袂を分かち、手厳しく批判している。
なお、『わしズム』Vol. 7の「戦争論3はこう読め!!」という、秘書の金森（当時）による小林へのインタビューによれば、『戦争論』1を描いた時、小林とスタッフ一同は「これを出したら右翼と言われて、ゴー宣も終わりじゃないか」と覚悟していたが、『ゴー宣』は続き、『戦争論』も3作まで出せたと言い、リスクを取る事の重要さを語った。

### 『新ゴーマニズム宣言SPECIAL 台湾論』
元中華民国総統李登輝の招きによる台湾訪問を一部始終『新-』本編に描き、その後前総統陳水扁らとの対談、書き下ろしなどを加えて『新ゴーマニズム宣言SPECIAL 台湾論』として出版した。2008年には一部描き下ろしを加えた上で文庫化されている。小林作品に一貫するが、実際には日本統治・支配の神聖化はしていない。日本人に比べ、台湾人が第二国民として、同じ成績でも評価が低くされたなどの事実も描く。しかし、初等教育の徹底、インフラ整備など「それでも日本が、ちゃんとした教育を与えてくれた事は嬉しかった」と日本に感謝する台湾人の声を出し、そして李登輝などによる「過去の日本が、台湾で悪い事ばっかりやったと思って、日本の若い人が、なんて悪い国に生まれたんだ、と自信を失っているのは悲しい事だ」という言葉を出し、歴史的遠近感から日本を肯定する。また、国民党よりは日本人の方が、よほど良かったという「犬が去ってブタが来た」という声、戦前はどちらかと言えば反日だった者が、中国に一度は期待し、しかし戦後の国民党支配の過酷さと低劣さに親日に転じた例など、内容は広範に渡る。この作品は台湾でも大問題となり、小林は一時期台湾から入国禁止処分を受けた。また、本作の影響力に危機感を覚えた中国共産党が小林と同種の作品を描く人材を育成しようと図るなど、海外に与えた影響も大きかった。

### 『新ゴーマニズム宣言SPECIAL 沖縄論』
2005年6月に刊行した本書では沖縄米軍基地問題を描き、沖縄に関心を持とうとしない本土の人間の無関心さを批判した。左翼勢力が強いとされる沖縄では批判的な評論が多いが、反面小林の主張に共感を寄せる県民も少なからずいるようでベストセラーとなった。作品内で日本沖縄同祖論がDNA鑑定により立証されたと主張。2005年8月14日、宜野湾市の沖縄コンベンションセンターで小林よしのりの沖縄論講演会が開かれた際、現在の沖縄の同調圧力の強さ、中国共産党によるチベットへの侵略、台湾への恫喝などを語り、「自国内で平和平和と言ってて、それで平和が来ますか？」と問いかけた。

### 『新ゴーマニズム宣言SPECIAL 靖国論』
2005年8月にこれまでの靖国神社に関する章をまとめ、描き下ろしを加えて出版。戦後60周年の首相公式参拝をめぐる議論に加わった。政治家（特に首相経験者）各参拝方法に対する批判、天皇親拝に関する見解を作品内で展開した。中曽根康弘の簡略化参拝を批判。儀礼への侮蔑と小林は言い、それを咎めた松平永芳を毅然とした立派な存在と描いている。戦死者を犠牲者と見なしている小泉純一郎首相の参拝姿勢に対しては「国難に立ち向かった戦死者を奉る靖国神社の存在意義を冒涜している」と批判。天皇親拝が廃された理由を三木武夫の私人参拝発言としている。

### 『ゴーマニズム宣言SPECIAL 天皇論』
『SAPIO』誌上にて全10回連載されたものに描き下ろしを加え、2009年6月に出版。天皇の歴史、伝統などについて解説している。『天皇論』刊行後は『SAPIO』誌上において「天皇論追撃篇」を連載しており、反響や反論に対し小林の主張を述べている。
小林は同書の中で日本国憲法の国民主権の規定は天皇を貶めるためのものと指摘し、国民主権に警鐘をならしている。また天皇は祭祀を司り、民の安寧を祈る「祭司王」であるとし、世俗的君主である欧州の王や中国の皇帝とは一線を画する存在であるとしている。また、天皇について、その存在の廃止や権威の弱体化に繋がる事を論ずる者は左翼であると定義し、批判している。近世にも庶民は天皇の存在を知っており、敬慕していたとも述べている。天皇・皇后および皇太子夫妻への批判については「バッシング」と批判し、擁護姿勢を見せている。また、美智子皇后のお言葉を引用して女系天皇(なお、歴史上女系天皇は一人たりとも存在していない)も容認すると語った。関連著作の「皇后論」（『女性セブン』2009年8月6日号掲載）においては、「美智子皇后のような人物は滅多に出ないものだから、多少劣っていたとしても受け入れなければならない」と発言している。

### 『ゴーマニズム宣言SPECIAL 昭和天皇論』
描き下ろし単行本。2010年3月刊行。昭和天皇についての小林よしのりの見解・主張・研究などをまとめている。主に終戦前後の時期の昭和天皇にスポットを当てている。

### 『ゴーマニズム宣言SPECIAL 新天皇論』
2010年12月15日刊行。『ゴーマニズム宣言スペシャル・天皇論』の続編に当たる。主に前作の女系容認を支持したことに対する男系主義者の批判に反論した内容となっている（皇位継承問題）。また、旧皇族皇籍復帰論に反対している。

### 『ゴーマニズム宣言SPECIAL 天皇論 平成29年』
『ゴーマニズム宣言スペシャル・天皇論』に100ページ以上加筆・修正した増補改訂版。『新天皇論』からの内容も一部含む。

### 『ゴーマニズム宣言SPECIAL 国防論』
2011年8月刊行。3月11日に起きた東日本大震災とその救援活動を行った自衛隊の様子を作者の視点で描いている。自衛隊の組織内部（防衛学校も含む)や隊員の生活が詳細に書かれていると同時に、『脱原発論』につながるエピソードもある。

### 『ゴーマニズム宣言SPECIAL 反TPP論』
2012年2月刊行。グローバリズムへの批判とTPP（環太平洋パートナーシップ協定）の問題点を書き下ろしも含めたマンガで構成したもの。後述の『大東亜論』で描かれた来島恒喜について初めてとりあげている。

### 『ゴーマニズム宣言SPECIAL 脱原発論』
2012年8月刊行。「自称『保守』は原発推進しているが、保守であれば反原発でなければおかしい」とし、「原発がないと経済が落ち込む」などの嘘を暴くとしている。なお、同書に記載されたエピソードには、原発賛成派の右派言論人や、原発推進派の一人でかつて論文事件を機に交流関係にあった田母神俊雄と対立するに至った過程が描かれている。
但し小林自身は、脱原発集会に参加した事は一切ない“書斎派”。

### 『ゴーマニズム宣言RISING１ニセモノ政治家の見分け方』
2012年12月刊行。小林よしのりのWebマガジン、「小林よしのりライジング」からの活字版「ゴーマニズム宣言」と、書き下ろしを含む数篇のマンガ版「ゴー宣」等により構成。

### 『ゴーマニズム宣言RISING2開戦前夜』
2013年4月刊行。上記と同じく「小林よしのりライジング」からの活字版「ゴーマニズム宣言」と、書き下ろしを含む3篇のマンガ版「ゴー宣」等により構成。

### 『女性天皇の時代』
2013年8月刊行。『歴史人』に連載された8代10人の女性天皇に関するエッセイを中心にまとめたもの。

### 『ゴーマニズム宣言SPECIAL 大東亜論』
『SAPIO』連載作品。これにより、一時的に「ゴーマニズム宣言」本篇は休載状態となり、定期連載は「小林よしのりライジング」の活字版「ゴーマニズム宣言」のみになる。
第1巻「巨傑誕生篇」は2014年1月8日、第2巻「愛国志士、決起ス」は2015年12月9日、第3巻「明治日本を作った男達」は2017年7月24日、最終巻「朝鮮半島動乱す!」は2019年5月28日に刊行。
頭山満などのアジアの自立に力を尽くした志士の人生や人柄を描く。

### 『ゴーマニズム宣言SPECIAL コロナ論』
2020年8月より刊行。『週刊SPA!』に掲載。コロナウイルスについて描かれている。

## 対談本

### 『本日の雑談』
『ゴーマニズム宣言』を通じて友好を深めた評論家、西部邁との対談本は数多く出版されている。本書は、西部邁の「僕の文章は、論理的過ぎて分かりにくいと言われる」ため、「大胆で、雑談相手である小林さんが、相手をしてくれればなあ」と提案され、ゴー宣の発刊ペースでは時事を追いきれない小林よしのりも同意、2004年4月より約3カ月おきのペースで対談本シリーズとして刊行した。政治や経済からスポーツや芸能にいたるまでの幅広い時事問題を2人が雑談形式でざっくばらんに話したものである。2005年11月刊行の第8巻で終了（第9巻からは第II期として、西部邁と、漫画家・弘兼憲史の対談となった）。なお西部邁は、「小林よしのりさんと付き合いがあった頃にも思ったけど、漫画の世界は非常に嫉妬とかをしない、男らしい世界なんでしょうね」という言葉を発しており、一部では「小林と西部の対立」が原因でII 期へ移行したのではないか、という憶測がある。

## 主張・内容
親米保守派の言論人を作品内で猿に描くなど、強く批判。これに対してモデルとされる言論人等が月刊誌などで小林を激しく批判し、泥仕合の様相を呈した。以後、小林は該当の人物達をベタ塗りで描くと宣言した。これは上杉聡との裁判で、上杉が彼らの批判を裁判所に提出し、小林の描写が名誉毀損である証拠として、裁判所に提出したためである。結果、裁判は小林勝訴に終わり、西尾と石井は『ゴー宣・暫』2巻「第四幕・第三場 捨てられポチの一生」にて、批判対象の親米保守の一員として、イラストが復活した。
2004年に起こったイラク日本人人質事件に対してマスコミやネット等からの、当の人質となった人間や家族の言動に対する激しいバッシングが沸き起こった一件に関して、『わしズム』vol.11にてアシスタントの時浦兼との対談で「日本本来の国民性を損ねる行為である」として厳しく批判した。その後『わしズム』掲載分の対談に新たな語りおろしを加えた対談本を緊急出版した。問題の人質関係者や左翼と呼ばれる（それを自称する）人間達の主張にも批判も行いながらも一面理解を示すなど、思考の柔軟性を損ねて事の本質を見誤る危険性に対する警鐘を提言した。
インターネット上での無責任な小林自身への批判・誹謗中傷に対し激しく批判を行っていたが、2007年3月『SAPIO』誌上で一転して立場を翻し、いわゆる「ネット保守」に共闘をもちかける。情報番組などに出演し、東京裁判史観を押し付けるマスコミの報道姿勢を批判した。作品内では「わしの『ゴー宣』は、描き始めてから発表に3週間かかる。あえて批判してきたネット保守に共闘をもちかけたい。今後、同調圧力をかけるマスコミがいたら、直ちに批判してくれ！わしの力の限界を超えてくれ！」と、「ネット保守」に共闘を呼びかけている。しかし、それまでネットを厳しく批判していた小林の急変に、不信や疑問の声が上がっている。一方、「共通の敵」（主に日本のサヨク・中国・韓国の反日）と戦うと言う名目で、共闘に賛成する意見もある。『ゴー宣・暫』1巻のスタッフとの「幕間ばなし」では、これに関して、「ネットの連中と、ちょっと遊んでやろうと思ったが、何の成果もなかったというだけのことだね」と語り、さらに鈴木邦男に、異様な様子で「ネットなんかに協力求めちゃだめですよ！」と批判され、「どうでもいいとしか思ってないのに」と語った。

## 小林と上杉聰による裁判
上杉聰が執筆した『脱ゴーマニズム宣言』の題名で出版された「ゴー宣」批判本において、作品内の絵を大量に「無断引用」されたとして、小林は著作権法違反および不正競争行為（小林の著書と誤認させる恐れがあると主張）として民事訴訟を起こした。小林によれば、自分自身への批判は問題ではなく自分の絵を許可なく使用されたことを問題視して訴訟へ踏み切った。 一審は上杉のほぼ全面勝訴となったが、それについて小林は「悪質で一方的なこじつけ裁判だ」と語っている。二審では、必要以上に改変されているとして一箇所の著作権侵害を認めたが、引用自体の差し止めなどは棄却となった（墨塗りも止むを得ない改変であり、合法との判断）。全体的に上杉寄りの判決自体には少なからず不満を示すも出版差し止め自体は認められた事で「最初から出版差し止めが要求であり、目的は果たされた」と表明。その後、上杉のみ上告したが、棄却され出版差し止めを認めた高裁判決が確定する。
前記の著作権裁判の高裁判決後、上杉は小林に対して名誉毀損（作中で『ドロボー』呼ばわりされた事なども加えて）を理由に民事訴訟を起こしたが、二転三転の末に最高裁で小林側の勝訴が確定した。判決は、「本件漫画（小林の『ゴーマニズム宣言』）においては、被上告人（上杉）の主張を正確に引用した上で、本件採録の違法性の有無が裁判所において判断されるべき問題である旨を記載していること、他方、被上告人（上杉）は、上告人小林を被上告人著作中で厳しく批判しており、その中には、上告人小林をひぼうし、やゆするような表現が多数見られることなどの諸点に照らすと、上告人小林がした本件各表現は、被上告人著作中の被上告人（上杉）の意見に対する反論等として、意見ないし論評の域を逸脱したものということはできない。」とあり、上杉の『脱ゴーマニズム宣言』で数多くの誹謗が行われていることから、主張を正確に引用し反論した小林の行為は、「論評の域を超えるものではない」とされ、小林勝訴となった。
なお、上杉は『脱ゴー宣』で引用した小林の絵の中で、「醜く描かれた人物をそのままで引用したのでは、引用した書物も名誉毀損になる可能性がある」としてそれらの人物描写の一部に墨塗りを行った。小林は墨塗りを改竄と批判したが、上杉は「これ以上自分自身を醜く描けば名誉毀損で訴える」と宣言。これに対して、小林は上杉を全てベタ塗りで描くようになった。

## 書籍
- レギュラー（『SPA!』、『SAPIO』での通常連載）
  - ゴーマニズム宣言 全9巻 （幻冬舎文庫）

  1. 1999年4月25日発行　ISBN 978-4877287108
  2. 1999年4月25日発行　ISBN 978-4877287115
  3. 1999年6月25日発行　ISBN 978-4877287405
  4. 1999年8月25日発行　ISBN 978-4877287634
  5. 1999年8月25日発行　ISBN 978-4877287641
  6. 1999年11月25日発行　ISBN 978-4877287986
  7. 2000年2月25日発行　ISBN 978-4877288426
  8. 2000年4月25日発行　ISBN 978-4877288594
  9. 2000年4月25日発行　ISBN 978-4877288600

  - 新・ゴーマニズム宣言 全15巻 （小学館）

  1. 1996年8月20日発行　ISBN 9784093890014
  2. 1997年3月1日発行　ISBN 9784093890021
  3. 1997年5月20日発行　ISBN 9784093890038
  4. 1998年1月1日発行　ISBN 9784093890045
  5. 1998年10月10日発行　ISBN 9784093890052
  6. 1999年4月1日発行　ISBN 978-4093890069
  7. 1999年11月1日発行　ISBN 9784093890076
  8. 2000年4月1日発行　ISBN 9784093890083
  9. 2000年10月20日発行　ISBN 9784093890090
  10. 2001年8月1日発行　ISBN 9784093890106
  11. 2002年7月10日発行　ISBN 9784093890113
  12. 2002年12月10日発行　ISBN 9784093890120
  13. 2004年3月10日発行　ISBN 9784093890137
  14. 2004年12月10日発行　ISBN 9784093890144
  15. 2006年7月1日発行　ISBN 9784093890151

  - ゴー宣・暫 全2巻 （小学館） ISBN 4093890218

  1. 2007年3月10日発行　ISBN 9784093890212
  2. 2007年10月2日発行　ISBN 9784093890229

  - ゴーマニズム宣言NEO 全2巻 （小学館）

  1. 2008年12月15日発行　ISBN 9784093890311
  2. 2009年10月5日発行　ISBN 9784093890328

  - ゴーマニズム宣言2nd Season 既刊4巻

  1. 2018年12月15日発行　ISBN 9784594081188
  2. 2019年4月10日発行　ISBN 9784594082062
  3. 2019年11月10日発行　ISBN 9784594083526　
  4. 2020年5月25日発行　ISBN 9784594084936
- EXTRA（『わしズム』にて連載）
  - 『ゴーマニズム宣言EXTRA 1』（2004年・幻冬舎） ISBN 9784344006591
  - 『ゴーマニズム宣言EXTRA 挑戦的平和論 上巻』（2005年・幻冬舎） ISBN 9784344010857
  - 『ゴーマニズム宣言EXTRA 挑戦的平和論 下巻』（2005年・幻冬舎） ISBN 9784344010864
  - 『ゴーマニズム宣言EXTRA パトリなきナショナリズム』（2007年・小学館） ISBN 9784093890571
- 本家（『WiLL』にて連載）
  - 『本家ゴーマニズム宣言』（2010年・ワック） ISBN 9784898311493
  - 『本家ゴーマニズム宣言2』（2011年・ワック） ISBN 9784898311691
- よしりん辻説法（『FLASH』にて連載、光文社）
  - 『よしりん辻説法1』2018年3月10日発行　ISBN 9784334979843
  - 『皮肉な悟り よしりん辻説法2』2019年4月10日発行　ISBN 9784334950866
  - 『十二人の語るべき人類 よしりん辻説法3』2020年3月13日発行　ISBN 9784334951450
  - 『美女の箱舟 よしりん辻説法4』2021年3月13日発行　ISBN 9784334951450
  - 『恋愛論 よしりん辻説法5』2022年4月11日発行 ISBN 9784334953027
  - 『恋愛論・完 よしりん辻説法6』2023年6月26日発行 ISBN 9784334953867

- SPECIAL
  - 『ゴーマニズム宣言 差別論スペシャル』（1995年・解放出版社） ISBN 4759260315／（1998年・幻冬舎文庫） ISBN 4877286225
  - 『新・ゴーマニズム宣言スペシャル 脱正義論』（1996年・幻冬舎） ISBN 4877281282
  - 『新・ゴーマニズム宣言SPECIAL 戦争論』（1998年・幻冬舎） ISBN 4877282432
  - 『新・ゴーマニズム宣言SPECIAL 「個と公」論』（2000年・幻冬舎） ISBN 4877289550
  - 『新・ゴーマニズム宣言SPECIAL 台湾論』（2000年・小学館） ISBN 409389051X／（2008年・小学館文庫） ISBN 4094060154
  - 『新・ゴーマニズム宣言SPECIAL 戦争論2』（2001年・幻冬舎） ISBN 4344001311
  - 『新・ゴーマニズム宣言SPECIAL 戦争論3』（2003年・幻冬舎） ISBN 434400356X
  - 『ゴーマニズム宣言SPECIAL よしりん戦記』（2003年・小学館） ISBN 4093890544
  - 『新・ゴーマニズム宣言SPECIAL 沖縄論』（2005年・小学館） ISBN 4093890552
  - 『新・ゴーマニズム宣言SPECIAL 靖國論』（2005年・幻冬舎） ISBN 434401023X
  - 『ゴー宣SPECIAL いわゆるA級戦犯』（2006年・幻冬舎） ISBN 4344011910
  - 『新・ゴーマニズム宣言SPECIAL 平成攘夷論』（2007年・小学館） ISBN 4093890587
  - 『ゴーマニズム宣言SPECIAL パール真論』（2008年・小学館） ISBN 4093890595
  - 『ゴーマニズム宣言SPECIAL 天皇論』（2009年・小学館） ISBN 9784093897150
  - 『ゴーマニズム宣言SPECIAL 昭和天皇論』（2010年・幻冬舎） ISBN 9784344017955
  - 『ゴーマニズム宣言SPECIAL 新天皇論』（2010年・小学館） ISBN 9784093897334
  - 『ゴーマニズム宣言SPECIAL 国防論』（2011年・小学館） ISBN 9784093897365
  - 『ゴーマニズム宣言SPECIAL 反TPP論』（2012年・幻冬舎） ISBN 9784344021341
  - 『ゴーマニズム宣言SPECIAL 脱原発論』（2012年・小学館）ISBN 9784093897433
  - 『ゴーマニズム宣言SPECIAL AKB48論』（2013年・幻冬舎）ISBN 9784344024533
  - 『ゴーマニズム宣言SPECIAL 新戦争論1』（2015年・幻冬舎）ISBN 9784344027138
  - 『ゴーマニズム宣言SPECIAL 民主主義という病い』（2016年・幻冬舎）ISBN 9784344029392
  - 『ゴーマニズム宣言SPECIAL 天皇論 平成29年』（2017年・小学館）ISBN 9784093897709
  - 『ゴーマニズム宣言SPECIAL 新・堕落論』（2018年・幻冬舎）ISBN 9784344032446
  - 『ゴーマニズム宣言SPECIAL コロナ論』（2020年・扶桑社）ISBN 9784594085636
  - 『ゴーマニズム宣言SPECIAL コロナ論2』（2020年・扶桑社）ISBN 9784594086527
  - 『ゴーマニズム宣言SPECIAL コロナ論3』（2021年・扶桑社）ISBN 9784594087999
  - 『ゴーマニズム宣言SPECIAL コロナ論4』（2021年・扶桑社）ISBN 9784594089955
  - 『ゴーマニズム宣言SPECIAL コロナ論5』（2022年・扶桑社）ISBN 9784594091347
  - 『ゴーマニズム宣言SPECIAL ウクライナ戦争論』（2022年・扶桑社）ISBN 9784594093266
  - 『ゴーマニズム宣言SPECIAL ウクライナ戦争論2』（2023年・扶桑社）ISBN 9784594094157
  - 『ゴーマニズム宣言SPECIAL 愛子天皇論』（2023年・扶桑社）ISBN 9784594095000
  - 『ゴーマニズム宣言SPECIAL コロナ論総括編 コロナと敗戦／失敗の本質』（2023年・扶桑社）ISBN 9784594096250
  - 『ゴーマニズム宣言SPECIAL 日本人論』（2024年・扶桑社）ISBN 9784594097141
  - 『ゴーマニズム宣言SPECIAL 愛子天皇論2』（2024年・扶桑社）ISBN 9784594098827
  - 『ゴーマニズム宣言SPECIAL 愛子天皇論3』（2025年・扶桑社）ISBN 9784594101107
- 大東亜論
  - 『ゴーマニズム宣言SPECIAL 大東亜論 巨傑誕生篇』（2014年・小学館）ISBN 9784093897471
  - 『ゴーマニズム宣言SPECIAL 大東亜論第二部 愛国志士、決起ス』（2015年・小学館）ISBN 9784093897624
  - 『ゴーマニズム宣言SPECIAL 大東亜論第三部 明治日本を作った男達』（2017年・小学館）ISBN 9784093897730
  - 『ゴーマニズム宣言SPECIAL 大東亜論最終章 朝鮮半島動乱す！』（2019年・小学館）ISBN 9784093897839
- RISING
  - 『ゴーマニズム宣言RISING ニセモノ政治家の見分け方』（2012年・幻冬舎）ISBN 9784344023086
  - 『ゴーマニズム宣言RISING 開戦前夜』（2013年・幻冬舎）ISBN 9784344023680
  - 『素晴らしき哉、常識』（2018年・イースト・プレス）ISBN 9784781614960
- その他
  - 『ゴー外！！ 1』（2004年・アスコム） ISBN 4776201887
  - 『世論という悪夢』[注 7]（2009年・小学館101新書）ISBN 9784098250417
  - 『ゴーマニズム宣言PREMIUM 修身論』（2010年・マガジンハウス） ISBN 9784838721467
  - 『ゴー宣道場 〜いまこそ、日本の「公論」を立ち上げよ！〜』（2011年・ワック） ISBN 9784898311554
  - 『ゴーマニズム戦歴』（2016年・ベスト新書）ISBN 9784584125212
  - 『ゴーマニズム宣言外伝「女について」』（2016年・幻冬舎）
  - 『慰安婦』（2020年・幻冬舎）ISBN 9784344035645